# Салищев, Всеволод Эрастович
Всеволод Эрастович Салищев (1886—1960) — советский учёный и педагог в области хирургии, доктор медицинских наук (1935), профессор (1935), Заслуженный деятель науки РСФСР (1957).

## Биография
Родился 30 марта 1886 года в Петербурге в семье профессора ИМХА Э. Г. Салищева. С 1901 по 1905 год обучаясь в гимназии, В. Э. Салищев был участником запрещённого Союза учащихся, в 1905 году за участие в Московском вооружённом восстании и распространения нелегальной литературы был подвергнут аресту.
С 1908 по 1913 год обучался на медицинском факультете Московского государственного университета, который с отличием. С 1913 по 1932 год на педагогической работе на медицинском факультете Московского университета
в должности с 1913 по 1917 год ординатора факультетской хирургической клиники под руководством И. К. Спижарного, с 1917 по 1932 год — ассистент кафедры факультетской хирургии.
С 1932 по 1935 год на педагогической работе в Ивановском медицинском институте в должности заведующего кафедрой общей и факультетской хирургии. С 1935 по 1941 год на педагогической работе в 3-м Московском медицинском институте в должности заведующего кафедрой факультетской хирургической клиники. С 1942 по 1960 год на научно-педагогической работе в 1-м Московском ордена Ленина медицинском институте в должности с 1942 по 1948 год — профессор кафедры факультетской хирургической клиники, с 1948 по 1956 год — заведующий госпитальной хирургической клиникой, с 1956 по 1960 год — заместитель директора этого института по учебной и научной работе.

### Научно-педагогическая деятельность
Основная научно-педагогическая деятельность В. Э. Салищева была связана с вопросами в области истории хирургии, диагностики и хирургического лечения огнестрельных ранений лёгких и плевры, таза и кровеносных сосудов, предоперационной подготовки и послеоперационному уходу за больными, лечения желчнокаменной болезни.
В 1935 году по совокупности научных работ и за плодотворную педагогическую деятельность ему была присвоена учёная степень доктор медицинских наук и ему было присвоено учёное звание профессор. Под руководством В. Э. Салищева было написано около пятидесяти научных трудов, был редактором редакционного отдела «Хирургия» второго издания Большой медицинской энциклопедии.
Скончался 21 ноября 1960 года в Москве.